# Strobilanthes nutans
Strobilanthes nutans är en akantusväxtart som beskrevs av T. Anders.. Strobilanthes nutans ingår i släktet Strobilanthes och familjen akantusväxter. Inga underarter finns listade i Catalogue of Life.